# Eudistoma toealensis
Eudistoma toealensis är en sjöpungsart som beskrevs av C.S. Millar 1975. Eudistoma toealensis ingår i släktet Eudistoma och familjen Polycitoridae. Inga underarter finns listade i Catalogue of Life.